# Тамір Пардо
Тамір Пардо (івр. תמיר פרדו; нар. 24 березня 1953, Єрусалим, Ізраїль) — колишній директор Моссаду з 2011 по 2016 рік. Про призначення було оголошено прем'єр-міністром Ізраїлю Беньяміном Нетаньягу 29 листопада 2010 року.

## Біографія
Пардо народився в Єрусалимі в родині іммігрантів. Батько походив з Туреччини, а мати мала сербсько-єврейське походження. У 18 років, коли пішов на строкову службу в Армії оборони Ізраїлю, він вступив добровольцем до десантників. Закінчив офіцерські курси, згодом служив офіцером зв'язку в елітному підрозділі спеціального призначення Саєрет Маткаль. Також служив у Шалдагській частині. Був членом підрозділу під командуванням Йонатана «Йоні» Нетаньягу та брав участь в операції «Ентеббе». Нетаньяху, старший брат нинішнього прем'єр-міністра Ізраїлю Біньяміна Нетаньягу, був убитий під час операції.
Після закінчення військової служби Пардо приєднався до Моссаду в 1980 році й служив на посадах початкового технічного рівня. Брав участь у кількох секретних операціях, тричі був нагороджений Ізраїльською премією безпеки. Піднявся по кар'єрним сходинкам і врешті-решт став начальником відділу «Кешет», відповідальним за операції, включно з отриманням електронної розвідки за допомогою прослуховування та фотографічних методів. У 2005 році стояв у черзі на підвищення на другу посаду в організації, коли цю посаду отримав інший. Після цього генеральний директор Моссаду Меїр Даган передав Пардо армії оборони Ізраїлю, де він служив старшим радником з операцій ізраїльського Генерального штабу. Служив на цій посаді під час Ліванської війни 2006 року. Після того як Даган звільнив свій номер 2, він запросив Пардо повернутися в Моссад і взяти на себе цю роль. Пардо зробив це, вірячи, що коли Даган піде на пенсію, йому запропонують роботу. Однак термін Дагана був продовжений, і він не пішов у відставку, як очікувалося. Це змусило Пардо залишити Моссад, після чого він почав приватний бізнес з ізраїльським підприємцем, який займається азартними іграми в Інтернеті Ноамом Ланіром, і став головою Shizim Group.

### Очільник Мосаду
Ізраїльські ЗМІ повідомили, що першому кандидату Нетаньяху на посаду голови Моссада, генеральному директору Teva Pharmaceutical Industries, генерал-майору у відставці Шломо Янаї, було запропоновано роботу, але він відмовився. З кількох інших кандидатів Пардо був єдиним, хто служив у Моссаді. Його вибір міг відображати бажання з боку прем'єр-міністра Нетаньяху продемонструвати спадкоємність, обравши кандидата з лав організації.
Передбачалося, що Пардо продовжить роботу свого попередника, Меїра Дагана, намагаючись перешкодити будь-яким спробам уряду Ісламської Республіки Іран створити ядерну зброю.
2 серпня 2011 року німецький новинний вебсайт Шпіґель опублікував статтю під назвою «Моссад стоїть за вбивствами в Тегерані, каже джерело», в якій стверджувалося, що він отримав інформацію від «джерела ізраїльської розвідки», пов'язуючи Моссад під керівництвом Таміра Пардо як його керівника відповідальним за вбивством Даріуша Резайнежада вченого розробника іранської ядерної зброї у Тегерані 23 липня 2011. Повідомлення було передруковане кількома інформаційними агентствами, але без надання додаткових джерел для підтвердження інформації.

### Громадянська позиція
Після того, як залишив посаду директора Моссаду, активно критикував прем'єр-міністра Ізраїлю Біньяміна Нетаньяху та його судові реформи 2023 року. Закликав Нетаньяху піти у відставку та постати перед судом за звинуваченнями в участі в державному перевороті та звинуватив ізраїльський уряд у нагляді за державою апартеїду. Також звинуватив Нетаньяху в плануванні прямого нападу на Іран і в шпигунстві як за собою, так і за Бенні Ганцем, тодішнім начальником Генерального штабу Армії оборони Ізраїлю.